# Esenbeckia wiedemanni
Esenbeckia wiedemanni är en tvåvingeart som först beskrevs av Luigi Bellardi 1859.  Esenbeckia wiedemanni ingår i släktet Esenbeckia och familjen bromsar. Inga underarter finns listade i Catalogue of Life.